# Nazionale maschile di calcio del Regno Unito
La nazionale di calcio del Regno Unito (in inglese United Kingdom national football team) è la rappresentativa calcistica nazionale che rappresenta il Regno Unito. Presente ai Giochi olimpici estivi dal 1908 al 1948, nel suo palmarès vanta la medaglia d'oro ai Giochi di Londra 1908 e Stoccolma 1912.
Le rappresentative delle quattro Home Nations del Regno Unito (Galles, Inghilterra, Irlanda del Nord e Scozia) prendono parte separatamente ai tornei ufficiali organizzati dalla FIFA e dall'UEFA (rispettivamente l'organo di governo mondiale ed europeo del gioco del calcio), ma il Comitato Olimpico Internazionale non riconosce le singole federazioni regionali del Regno Unito, in quanto il suo referente è il Comitato olimpico britannico; per questa ragione una qualsivoglia selezione nazionale britannica che si voglia iscrivere al torneo calcistico olimpico è tenuta a farlo sotto l'insegna del Regno Unito.

## Quadro storico

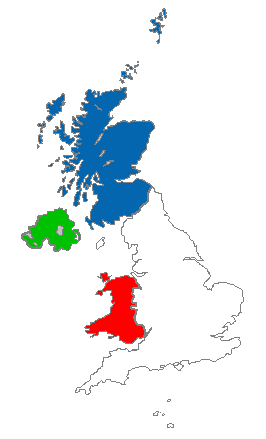
La giurisdizione delle quattro federazioni calcistiche del Regno Unito

La regolamentazione del gioco del calcio avvenne in Inghilterra nella seconda metà del XIX secolo: a quei tempi, gli unici incontri di natura internazionale avvenivano solamente tra i rappresentanti delle quattro Home Nations delle isole britanniche. Nel 1882 a Manchester i rappresentanti delle quattro federazioni (inglese, scozzese, gallese e irlandese, dal 1921 di fatto solo nordirlandese, sebbene la denominazione attuale risalga agli anni cinquanta), si riunirono per formare un organismo comune per uniformare le regole del gioco, l'IFAB, che emise il primo regolamento ufficiale del gioco del calcio. Contestualmente a tale regolamento, nacque anche il primo torneo calcistico internazionale, l'Interbritannico (British Home Championship). Fino al 1908, le Home Nations disputarono incontri solo tra di esse e sempre entro i confini delle isole britanniche; il primo incontro disputato con una selezione d'Oltremanica si tenne il 6 giugno 1908 a Vienna da parte degli inglesi (Austria - Inghilterra 1-6), i quali, peraltro, per i successivi ventun anni furono gli unici a confrontarsi con nazionali fuori dai propri confini: è del 1929 il confronto di un'altra selezione britannica, quella scozzese, con una squadra continentale (a Bergen, il 26 maggio, Norvegia - Scozia 3-7) come primo atto di un breve tour che previde anche un incontro a Berlino contro la Germania (pareggiato 1-1) e uno ad Amsterdam contro i Paesi Bassi (vinto 2-0). Inoltre, nessuna selezione nazionale britannica prese parte alle qualificazioni del mondiale fino al 1950 (a causa di disaccordi delle quattro federazioni con la FIFA — e la loro conseguente uscita dalla Federazione mondiale — riguardo ai compensi dei giocatori dilettanti: esse rientrarono solo dopo la guerra, nel 1946).
Delle quattro Home Nations, l'Inghilterra è stata l'unica a riportare significativi successi internazionali, avendo vinto il mondiale casalingo nel 1966, essendo arrivata quarta in quelli di Italia 1990 e di Russia 2018 e avendo ottenuto vari piazzamenti all'europeo, come il secondo posto nell'edizione itinerante del 2021, il terzo posto a Italia 1968 e la semifinale nella rassegna casalinga del 1996. La Scozia, in otto partecipazioni alla fase finale del campionato del mondo, non è mai riuscita a superare il primo turno; meglio fece l'Irlanda del Nord, qualificata a tre campionati del mondo e ammessa alla seconda fase nell'edizione di Spagna 1982, sebbene dal 1986 non sia più presente alla fase finale del torneo; infine, il Galles non ha partecipato al campionato del mondo per ben 64 anni dall'edizione di Svezia 1958, dove raggiunse i quarti di finale, a quella di Qatar 2022, mentre è arrivato alla semifinale del campionato d'Europa 2016. Proprio le prestazioni delle altre tre rappresentative britanniche sono spesso l'argomento principale dei sostenitori dell'opportunità di creare un'unica rappresentativa nazionale permanente, che possa così attingere a un più vasto parco giocatori.
Da un'analisi statistica dei risultati degli ultimi incontri delle nazionali britanniche, effettuata durante il campionato del mondo 2006, è stato stimato che una selezione unica che rappresentasse l'intero Regno Unito avrebbe avuto, rispetto alla sola nazionale inglese, il 33% in più di possibilità di vincere la Coppa del Mondo. Gli oppositori di una tale unificazione rimarcano, tuttavia, che il senso di appartenenza nazionale dei tifosi non può essere sacrificato, neppure di fronte alla possibilità di conseguire un miglior risultato sportivo.

## Squadra olimpica

### Parigi 1900
In occasione del torneo olimpico di Parigi 1900, non parteciparono le nazionali, ma squadre di club: il Regno Unito fu rappresentato dall'Upton Park Football Club, che, nell'unica partita che disputò, sconfisse il Club Français per 4-0, vincendo l'edizione. Essendo l'Upton Park un club britannico, il CIO assegna ufficialmente l'oro, a livello di Nazioni (e quindi di comitati olimpici), al Regno Unito.

### Squadra storica

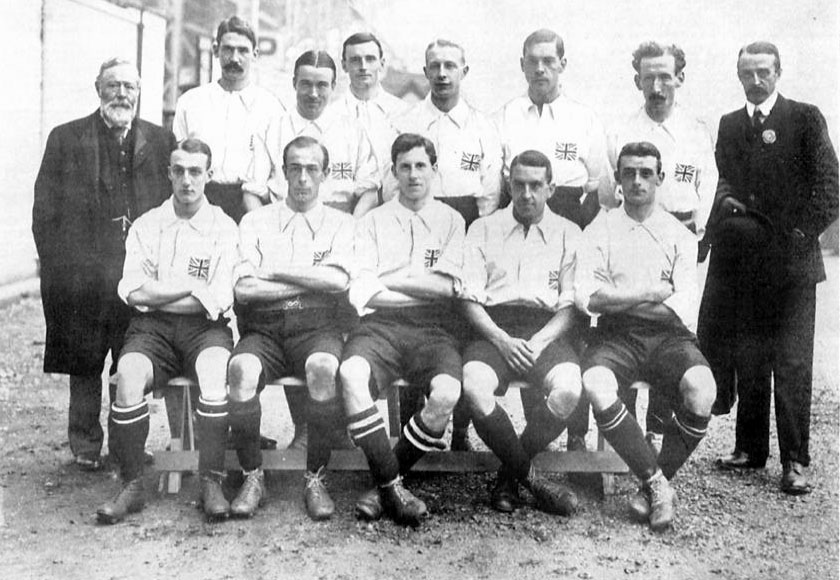
La squadra britannica trionfatrice ai Giochi di Londra 1908

Come detto, in passato la selezione nazionale del Regno Unito fu attiva per lungo tempo, anche se la sua presenza ufficiale è stata sempre limitata ai tornei calcistici dei Giochi Olimpici. La squadra vinse due medaglie d'oro consecutive, nelle rassegne di Londra 1908 e Stoccolma 1912. Nella prima edizione ufficiale del torneo di calcio, quella londinese del 1908, il Regno Unito vinse il torneo battendo nel primo turno la Svezia 12-1, in semifinale i Paesi Bassi per 4-0 e in finale la Danimarca per 2-0. La selezione del Regno Unito era composta principalmente da calciatori della nazionale dilettanti inglese e gestita dalla Football Association con il tacito consenso delle altre tre federazioni britanniche.

### La posizione della FIFA

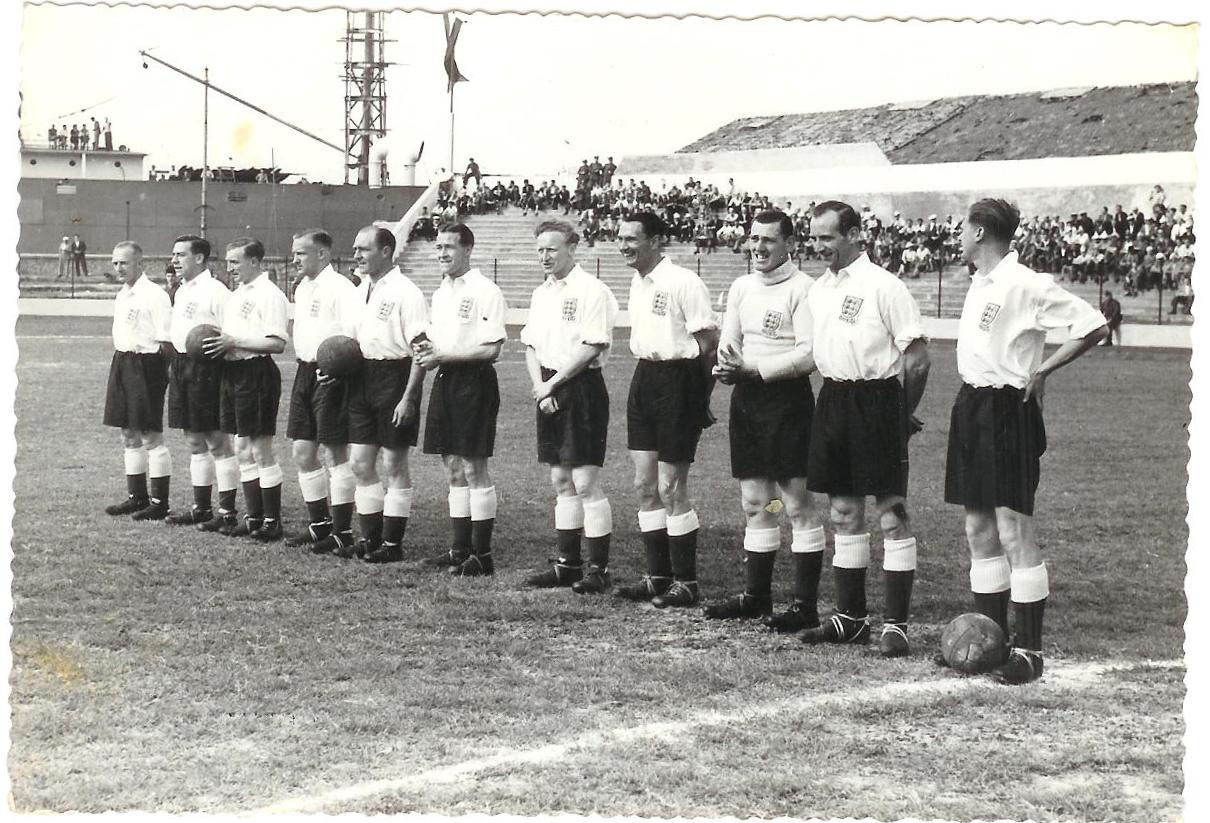
La squadra in campo ai Giochi di Londra 1948

La posizione della FIFA nella discussione circa l'opportunità di formare una squadra unificata del Regno Unito viene giudicata cruciale. L'opposizione della federcalcio scozzese alla costituzione di una nazionale unica nasce innanzitutto dal timore che le quattro Home Nations possano perdere il loro status peculiare di membri fondatori, sancito anche dallo statuto della stessa FIFA, che cita espressamente le quattro federazioni come British Associations e facenti parte a pieno titolo e permanentemente dell'IFAB.
L'ex presidente della FIFA, lo svizzero Sepp Blatter, ha ribadito più volte alle quattro federazioni britanniche che il loro status non avrebbe subìto alcun cambiamento a seguito di un loro eventuale temporaneo accordo per la formazione di una squadra nazionale unificata per i Giochi Olimpici del 2012, e sull'argomento si espresse ufficialmente: «È chiaro che le quattro federazioni devono formare una squadra unificata per il 2012, ma nessuna di esse perderà i privilegi acquisiti nel 1947». Tuttavia, tale pronunciamento è stato giudicato non sufficiente a far recedere dalle proprie posizioni la federcalcio scozzese, i cui rappresentanti obiettano che la linea di Blatter riflette solo una posizione personale, da non confondersi con quella della FIFA, peraltro sconfessabile dal futuro presidente; pertanto non si vuole correre il rischio di fare un passo avventato e mettere in pericolo la propria posizione di privilegio. Costituisce un precedente — non molto favorevole alla posizione scozzese — la decisione della Federazione Pallavolistica Internazionale di accogliere la richiesta congiunta delle federazioni inglese, scozzese, gallese e nordirlandese di presentare, per gli stessi Giochi Olimpici del 2012, una nazionale britannica di pallavolo.

## Amichevoli

### Contro ilResto d'Europa
A parte le gare olimpiche, le quattro federazioni unite giocarono in passato due partite amichevoli contro il Resto d'Europa. La squadra unificata assunse il nome di Gran Bretagna (nonostante la presenza anche di rappresentanti dell'Irlanda del Nord):
- 10 maggio 1947, Glasgow: Gran Bretagna - Resto d'Europa 6-1;
- 13 agosto 1955, Belfast: Gran Bretagna - Resto d'Europa 1-4[12].

L'incontro di Glasgow del 1947 fu disputato per celebrare il ritorno delle quattro Home Nations nella FIFA dopo i citati disaccordi che avevano portato alla separazione nel 1920. In onore dei padroni di casa scozzesi, la nazionale della Gran Bretagna decise di vestire un'uniforme di gioco blu. Gli spettatori furono 135.000 e l'incasso fu di 35.000 sterline, che furono usate per ripianare il fondo cassa della FIFA, economicamente a terra dopo il blocco delle competizioni internazionali dovuto alla guerra. Per l'occasione la squadra britannica fu composta da Swift (ENG), Hardwick (ENG), Hughes (WAL), Macaulay (SCO), Vernon (NIR), Burgess (WAL), Matthews (ENG), Mannion (ENG), Lawton (ENG), Steel (SCO), Liddell (SCO).
La partita disputata a Belfast nel 1955, invece, era celebrativa del 75º anniversario della federcalcio nordirlandese, fondata come Irish Football Association nel 1880. In omaggio ai padroni di casa irlandesi la casacca di gioco adottata dai britannici fu verde. La squadra fu composta da Kelsey (WAL), Sillett (ENG), McDonald (SCO), Blanchflower (NIR), Charles (WAL), Peacock (NIR), Matthews (ENG), Johnstone (SCO), Bentley (ENG), McIlroy (NIR), Liddell (SCO).

### Amichevoli interne
Infine, una selezione parziale del Regno Unito giocò due partite contro il Galles, entrambe a Cardiff:
- 5 dicembre 1951: Galles - Resto del Regno Unito 3-2;
- 21 luglio 1969: Galles - Resto del Regno Unito 0-1[12].

La selezione era formata, ovviamente, da rappresentanti di tutta la Gran Bretagna e dell'Irlanda del Nord, fatta eccezione per il Galles. Il primo incontro, quello del 1951, fu celebrativo del 75º anniversario della federazione calcistica gallese (fondata nel 1876). Il secondo, invece, si tenne a margine dei festeggiamenti per l'investitura a Principe del Galles di Carlo d'Inghilterra, il figlio della regina Elisabetta. In entrambe le occasioni la squadra britannica prese il nome di Resto del Regno Unito.

## Sviluppi futuri
Indipendentemente dall'esperienza della Nazionale olimpica di calcio della Gran Bretagna ai Giochi londinesi del 2012, si è riscontrato un certo sostegno alla creazione di una rappresentativa calcistica permanente del Regno Unito. Sia pure a livello di mera speculazione intellettuale, l'idea è stata spesso proposta anche a livello politico, da esponenti di rilievo come l'ex ministro dell'interno Jack Straw o lo scomparso Tony Banks, all'epoca ministro per lo sport.
Non è da escludersi del tutto l'eventualità di giungere ad una selezione unificata permanente, nonostante la storia secolare alle spalle di ognuna delle quattro nazionali britanniche. Alcune perplessità muovono anche dai dubbi circa la capacità dei tifosi di superare le profonde divisioni campanilistiche che sono spesso sfociate in accese e aspre rivalità, fino a rasentare fenomeni di violenza (di cui gli hooligan furono uno dei tanti esempi), per tacere dei già citati espressi timori circa la rappresentatività del Regno Unito in ambito mondiale, nonostante le rassicurazioni di Sepp Blatter.
Una recente proposta di ridar vita al Torneo Interbritannico, sebbene non rifiutata in linea di principio, si è scontrata con l'impossibilità pratica di darle eventualmente corso, considerato l'infittirsi dei calendari calcistici nazionali e internazionali. La non opposizione di principio al ripristino di tale torneo, comunque, indica che l'area di coloro che non credono in una rappresentativa nazionale unificata nel medio periodo è quantomeno vasta tanto quanto i suoi sostenitori.

## Palmarès
- Torneo Olimpico: 2 (primato condiviso con l'Uruguay)[18]

Londra 1908, Stoccolma 1912

## Record individuali
| Record presenze | Record presenze | Record presenze | Record presenze | Record presenze |      | Record reti     | Record reti | Record reti | Record reti | Record reti | Record reti |                 | Record presenze da capitano | Record presenze da capitano | Record presenze da capitano |
| Pos.            | Giocatore       | Periodo         | Presenze        | Reti            | Pos. | Giocatore       | Periodo     | Reti        | Presenze    | Reti/pr.    | Pos.        | Giocatore       | Pres. capitano              |                             |                             |
| 1               | Arthur Berry    | 1908-1912       | 8               | 3               | 1    | Harold Walden   | 1912        | 11          | 3           | 3,66        | 1           | Vivian Woodward | 6                           |                             |                             |
| 2               | Vivian Woodward | 1908-1912       | 6               | 4               | 2    | Harry Stapley   | 1908        | 6           | 3           | 2           | 2           | Bob Hardisty    | 4                           |                             |                             |
| 3               | 7 giocatori     | -               | 4               | -               | 3    | Clyde Purnell   | 1908        | 4           | 3           | 1,33        | 3           | Bernard Joy     | 2                           |                             |                             |
| 4               | 17 giocatori    | -               | 3               | -               | 4    | Vivian Woodward | 1908-1912   | 4           | 6           | 0,66        | 4           | George Atkinson | 1                           |                             |                             |

## Statistiche dettagliate sui Giochi olimpici
| Anno | Luogo     | Piazzamento      | V | N | P | Gol  |
| ---- | --------- | ---------------- | - | - | - | ---- |
| 1908 | Londra    | Oro              | 3 | 0 | 0 | 18:1 |
| 1912 | Stoccolma | Oro              | 3 | 0 | 0 | 15:2 |
| 1920 | Anversa   | Ottavi di finale | 0 | 0 | 1 | 1:3  |
| 1924 | Parigi    | Non partecipante | - | - | - | -    |
| 1928 | Amsterdam | Non partecipante | - | - | - | -    |
| 1936 | Berlino   | Quarti di finale | 1 | 0 | 1 | 6:5  |
| 1948 | Londra    | Quarto posto     | 2 | 0 | 2 | 7:11 |

NOTA: Per le informazioni sulle rose successive al 1948 visionare la pagina della Nazionale olimpica.

## Tutte le rose

### Giochi olimpici
Calcio ai Giochi Olimpici Estivi 1908P Bailey, P Brebner, D Corbett, D Scothern, D Smith, C Bell, C Chapman, C Daffern, C Hawkes, C Hunt, A Barlow, A Berry, A Crabtree, A Hardman, A Porter, A Purnell, A Stapley, A Woodward, CT: Davis
Calcio ai Giochi Olimpici Estivi 1912P Bailey, P Brebner, D Burn, D Knight, D Martin, D McWhirter, C Dines, C Hanney, C Littlewort, C Stamper, C Wright, A Berry, A Dawe, A Hoare, A Sanders, A Sharpe, A Walden, A Woodward, CT: Birch
Calcio ai Giochi Olimpici Estivi 1920P Mitchell, P Wiley, D Gates, D Knight, D Payne, D Ward, C Atkinson, C Brennan, C Harbridge, C Hunt, A Buck, A Bunyan, A Hambleton, A Harding, A Hegan, A Julian, A Nicholas, A Prince, A Sloley, CT: Latham
Calcio ai Giochi Olimpici Estivi 1936P Hill, P Huddle, D Fulton, D Holmes, D Peart, D Roylance, C Eastham, C Fielding, C Gardiner, C Joy, C Pettit, C Sutcliffe, A Brown, A Clements, A Crawford, A Dodds, A Edelston, A Finch, A Gibb, A Kyle, A Riley, A Shearer, CT: Voisey
Calcio ai Giochi Olimpici Estivi 1948P McAlinden, P Simpson, D Carmichael, D Manning, D McColl, D Neale, C Fright, C Lee, C Letham, C McBain, C Smith, A Aitken, A Amor, A Boyd, A Donovan, A Hardisty, A Hopper, A Kelleher, A Kippax, A McIlvenny, A Phipps, A Rawlings, CT: Busby
NOTA: Per le informazioni sulle rose successive al 1948 visionare la pagina della Nazionale olimpica.